# Hyacinthe-Gabrielle Roland
Hyacinthe-Gabrielle Wellesley (geboren: Roland; Parijs, ca. 1766 - Teddesley Hall, 5 november 1816) was een Franse actrice en was getrouwd met de Britse politicus Richard Wellesley. Door haar huwelijk was ze gravin van Mornington.

## Biografie

### Afkomst
Hyacinthe-Gabrielle Roland werd geboren als de dochter van de actrice Hyacinthe Varis en de Ierse Chevalier Fagan. Ze werd opgevoed in het huis van Pierre Roland wiens naam zij ook droeg. Ze volgde haar moeder het podium op en ze kreeg altijd de omschrijving mee "dochter van een actrice". Er is vrij weinig bekend over hoe ze uiteindelijk Richard Wellesley leerde kennen, maar ze had eerst een verhouding met hem als maîtresse. Rolands relatie met de Britse politicus en aristocraat als laaggeboren actrice werd dan ook door de omgeving van Wellesley afgekeurd.

### Huwelijk met Wellesley
In 1786 raakte Roland al zwanger van Wellesley en hierna zou ze nog vier kinderen met hem krijgen. Hun laatste kind werd geboren in 1794. In datzelfde jaar huwde ze met Wellesley en haar afkomst zorgde vervolgens voor een politiek schandaal in Londen. Deze affaire had ook geen positief effect op de carrière van Wellesley, maar zou geen groot obstakel blijven. Kort hierop vertrok Wellesley naar India en liet zijn echtgenote achter in Engeland, die liever niet de verre zeereis wilde maken. De periode van Wellesley in India was niet goed voor hun huwelijk, want Roland verdacht hem van ontrouw. Na zijn terugkeer uit India was er weinig sprake meer van onderlinge genegenheid.
In 1808 ging het gezin in Apsley House wonen, maar hun huwelijk was inmiddels niet al te gelukkig meer. Het echtpaar woonde in aparte gedeeltes van het huis waarbij Roland en de kinderen boven woonden en Wellesley met zijn entourage beneden. Wellesley had reeds ook andere maîtresses en bezocht hen met enige regelmaat in Ramsgate. Het kwam tot een ruzie tot de echtelieden waarbij Wellesley overging tot het afnemen van de controle die Roland had over het huishouden. In 1810 kwam het tot een scheiding van de echtelieden en Roland wist nog een behoorlijke toelage 5.000 pond per jaar mee te krijgen van hem. Op 19 februari 1810 verliet ze Apsley House.

### Laatste jaren
Na haar scheiding leefde Roland onder meer aan de Grosvenor Place in Londen. In 1816 bezocht ze het huis van haar schoonzoon, Teddesley Hall, in Staffordshire. Nadat ze daar tien dagen verbleef werd Roland ziek en op 5 november 1816 overleed ze. Na haar dood deed Wellesley er alles aan om het geld dat Roland had terug te vorderen, omdat dat rechtmatig zijn eigendom zou zijn. Hij slaagde hier echter niet in.

## Nageslacht
Hyacinthe-Gabrielle Roland kreeg vijf kinderen samen met Richard Wellesley:
- Richard Wellesley (1787-1831), lid van het Lagerhuis.
- Anne Wellesley (1788-1875), gehuwd met William Abdy en Charles Bentinck. Via hem is ze een voorouder van koningin Elizabeth II van het Verenigd Koninkrijk.
- Hyacinthe Marie Wellesley (1789-1849), gehuwd met Edward Littleton
- Gerald Wellesley (1792-1833), resident van de Britse Oost-Indische Compagnie te Indore.
- Henry Wellesley (1794-1866), dominee en principal van New Inn Hall, Universiteit van Oxford.